# Акфред (граф Тулузи)
Акфред I (*Acfred I, д/н —844) — граф Тулузи у 842—843 роках.

## Життєпис
Походження Акфреда невідоме. У 842 році Карл II Лисий, король Західно-Франкської держави виступив проти Піпіна II, короля Аквітанії. Проте у червні того ж року він позбавив союзника Піпіна II Бернарда графства Тулузи, передавши його Акфреду.
У відповідь Бернард відмовився підкорятися і підняв повстання, приєднавшись до Піпіна II. У 843 році Бернард вигнав Акфреда з Тулузи, але Карл II не визнав цього захоплення.
Акфред помер ще до того, як було придушено повстання Бернарда. Тому Карл II призначив графом Тулузи Фределона, графа Руерга.